# Aïn Ou Ksir
Aïn Ou Ksir (em árabe: عين القصير) é uma comuna localizada na província de Médéa, Argélia. De acordo com o censo de 2008, a população total da cidade era de 5 366 habitantes.